# Sumaryczny Wskaźnik Jakości Wody
Sumaryczny Wskaźnik Jakości Wody, Indeks BMWP – jeden z biologicznych wskaźników jakości wód stosowany w biomonitoringu wód płynących, opracowywany na podstawie występowania wybranych taksonów (zwykle rodzin) bezkręgowców bentosowych potraktowanych jako organizmy wskaźnikowe. Skrót BWMP pochodzi od biological monitoring working party, czyli grupy brytyjskich hydrobiologów, którzy opracowali go w oparciu o istniejące wówczas wskaźniki (indeks saprobów, Indeks Biotyczny Rzeki Trent, Indeks Chandlera) i własne badania. Stosowany jest w Wielkiej Brytanii, a w innych krajach opracowano analogiczne wskaźniki dostosowane do lokalnych warunków.

## Sposób wyznaczania
Wyznaczanie wskaźnika BWMP polega na zliczeniu wskaźnikowych taksonów pobranych w próbce makrobentosu pobranego z badanego cieku. W odróżnieniu od niektórych innych wskaźników, nie jest w nim brana pod uwagę liczebność organizmów wskaźnikowych. Poszczególnym taksonom przyporządkowana jest wartość od 0 (taksony typowe dla wód zanieczyszczonych) do 10 (taksony typowe dla wód czystych), a wskaźnik jest sumą tych punktów.

### Taksony indeksu BMWP

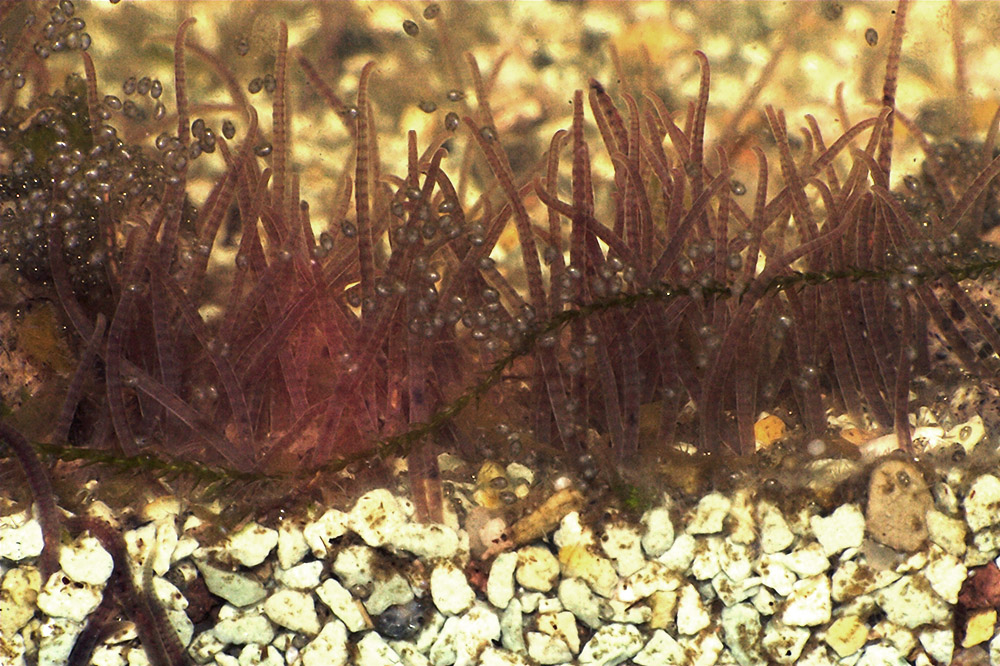
Rureczniki (skąposzczety) – organizmy o randze 1 w BMWP i 2 w BMWP-PL

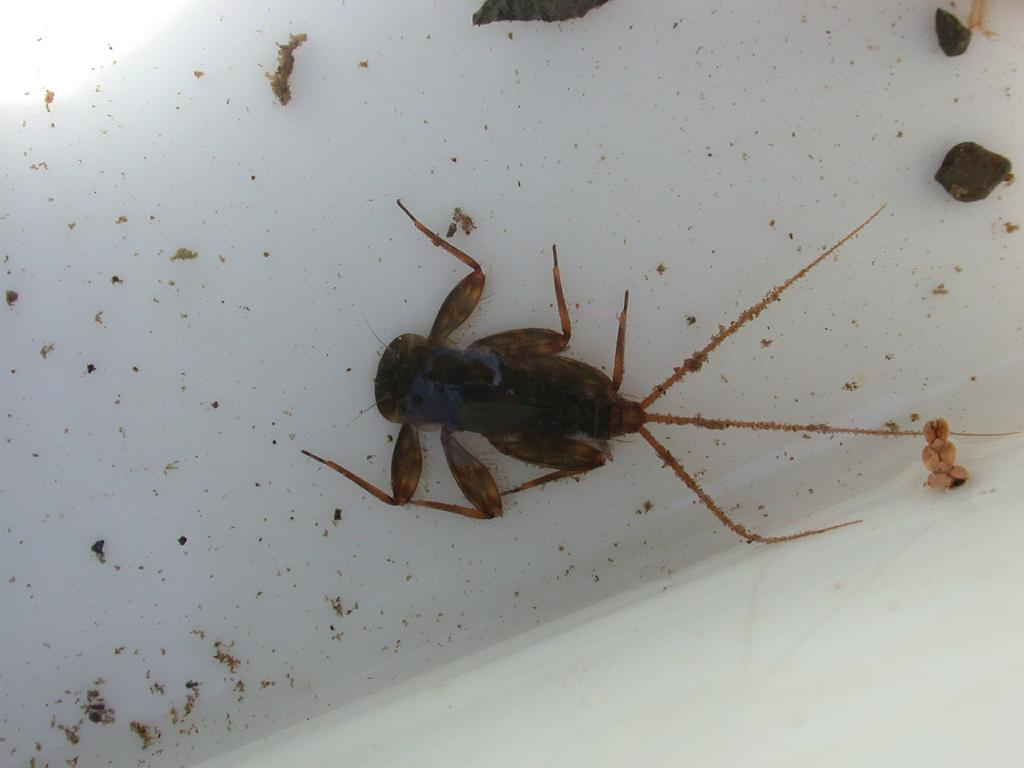
Larwa Ecdyonurus tobiironis – jętki z rodziny Heptageniidae o randze 10 w BMWP i 6 w BMWP-PL

W metodzie BWMP brane pod uwagę jest ok. 80 taksonów na poziomie rodziny, z wyjątkiem skąposzczetów, które nie są dzielone na rodziny. Ich spis przedstawia poniższa tabela:
| Grupa                                                 | Takson | Punktacja |
| ----------------------------------------------------- | --- | --------- |
| jętki, widelnice, pluskwiaki, chruściki               | Siphlonuridae, Heptageniidae, Leptophlebiidae, Ephemerellidae, Potamanthidae, Ephemeridae, Taeniopterygidae, Leuctridae, Caprniidae, Perlodidae, Perlidae, Chloroperlidae, Aphelocheiridae, Phryganeidae, Molannidae, Beraeidae, Odontoceridae, Leptoceridae, Goeridae, Lepidostomatidae, Brachycentridae, Sericostomatidae | 10        |
| rakowate, ważki                                       | Astacidae, Lestidae, Agriidae, Gomphidae, Cordulegastridae, Aeshnidae, Corduliidae, Libellulidae, Psychomyiidae, Philopotamidae | 8         |
| jętki, widelnice, chruściki                           | Caenidae, Nemouridae, Rhyacophilidae, Polycentropodidae, Limnephilidae | 7         |
| ślimaki, chruściki, małże, obunogi, ważki             | Neritidae, Viviparidae, Ancylidae, Hydroptilidae, Unionidae, Corophiidae, Gammaridae, Platycnemididae, Coenagrionidae | 6         |
| pluskwiaki, chrząszcze, chruściki, muchówki, płazińce | Mesoveliidae, Hydrometridae, Gerridae, Nepidae, Naucoridae, Notonectidae, Pleidae, Corixidae, Haliplidae, Hygrobiidae, Dytiscidae, Gyrinidae, Hydrophilidae, Clambidae, Scritidae, Dryopidae, Elmidae, Chrysomelidae, Curculionidae, Hydropsychidae, Tipulidae, Simuliidae, Planariidae, Dendrocoelidae                     | 5         |
| jętki, wielkoskrzydłe, pijawki                        | Baetidae, Sialidae, Piscicolidae | 4         |
| ślimaki, małże, pijawki, równonogi                    | Valvatidae, Hydrobiidae, Lymnaeidae, Physidae, Planorbidae, Sphaeriidae, Glossiphoniidae, Hirudinidae, Erpobdellidae, Asellidae | 3         |
| muchówki                                              | Chironomidae | 2         |
| skąposzczety                                          | Oligochaeta | 1         |

## Modyfikacje

### ASPT
Ponieważ indeks BMWP jest sumą punktów przydzielonych oznaczonym taksonom, jego wartość zależy od liczby wykrytych taksonów, czyli pośrednio od wielkości próby. Aby wyeliminować tę zależność, obliczany jest Uśredniony Wskaźnik Jakości Wody ((ang.) Average Score Per Taxon – ASPT). Jest on ilorazem indeksu BMWP i całkowitej liczby taksonów oznaczonych w próbie.

### RIVPACS i Ekologiczny Wskaźnik Jakości
Indeks BMWP opracowywany został w drugiej połowie XX w., a więc w czasie, gdy wszystkie badane cieki były w mniejszym lub większym stopniu przekształcone przez działalność człowieka. W związku z tym nie można przy jego pomocy bezpośrednio ocenić odchylenia stanu ekologicznego danego cieku od stanu naturalnego. W celu rozwiązania tego problemu opracowano informatyczny System Przewidywania Jakości Wód ((ang.) River Invertebrate Prediction Classification System – RIVPACS), który odtwarza hipotetyczny stan ekologiczny (i wartość wskaźnika BMWP) w sytuacji niezakłóconej przez antropopresję. System ten stosowany jest do rzek w Wielkiej Brytanii, Irlandii i Australii. Po wyznaczeniu rzeczywistej i potencjalnej punktacji wyznaczyć można Ekologiczny Wskaźnik Jakości Wody ((ang.) Ecological Quality Index – EQI) w podany niżej sposób:
{\displaystyle \mathrm {EQI} \;=\;{\frac {Indeks-BMWP-uzyskany-z-monitoringu}{Indeks-BMWP-otrzymany-z-RIVPACS}}}
Analogicznie wyznacza się EQI dla ASPT, który jest ilorazem zaobserwowanego i hipotetycznego ASPT.
Wskaźniki te przyjmują wartości od 0 do 1, gdzie 1 oznacza stan najbliższy naturalnemu.

### Modyfikacje regionalne
Ponieważ w różnych ekoregionach naturalna fauna zoobentoniczna zmienia się, poza Wielką Brytanią stosuje się nieco zmodyfikowane wersje wskaźnika BMWP, różniące się metodologią poboru prób lub doborem taksonów wskaźnikowych. w Południowej Afryce używany jest South African Scoring System (SASS), a w Polsce – polski indeks biotyczny (BMWP-PL). Lista taksonów BMWP-PL nieco różni się od listy BMWP, a niektóre z nich należą do odmiennych kategorii punktowych.

## Zastosowanie BMWP w ocenie stanu ekologicznego
Skład taksonomiczny i liczebność bezkręgowców bentosowych, a także proporcje taksonów wrażliwych na zakłócenia oraz taksonów niewrażliwych są jednym z parametrów oceny jakości wód powierzchniowych określonych przez Ramową Dyrektywę Wodną.

### Wielka Brytania
Współczynniki EQI, zarówno oparty na liczbie taksonów, jak i na ASPT, są stosowane do oceny stanu ekologicznego rzek w Wielkiej Brytanii. W razie rozbieżności ocen uzyskanych na podstawie tych wskaźników, za ostateczną uznawana jest gorsza z nich. Wartości graniczne rozdzielające poszczególne klasy przedstawia poniższa tabela:
| Ocena stanu ekologicznego | Dolna granica wartości EQI dla taksonów | Dolna granica wartości EQI dla ASPT |
| ------------------------- | --------------------------------------- | ----------------------------------- |
| A – very good             | 1,00                                    | 0,85                                |
| B – good                  | 0,90                                    | 0,70                                |
| C – fairly good           | 0,70                                    | 0,55                                |
| D – fair                  | 0,65                                    | 0,45                                |
| E – poor                  | 0,50                                    | 0,30                                |
| F – bad                   | 0                                       | 0                                   |
Biologiczna interpretacja ocen przedstawia się następująco: 
- A – biologia cieku zbliżona (a nawet lepsza) do przeciętnej oczekiwanej biologii niezanieczyszczonego cieku o podobnych warunkach morfologicznych i geograficznych; duża różnorodność i bogactwo taksonów; dominacja jednego taksonu rzadka;
- B – biologia cieku nieznacznie odbiega od oczekiwanej; niewielki spadek liczby taksonów wrażliwych na zanieczyszczenia i niewielki wzrost liczby osobników z taksonów niewrażliwych na zanieczyszczenie;
- C – biologia cieku gorsza niż w przypadku braku zanieczyszczeń; brak wielu taksonów lub spadek ich liczebności; zauważalny wzrost liczby osobników z taksonów niewrażliwych na zanieczyszczenie;
- D – wrażliwe taksony rzadkie i mało liczebne; obecne taksony odporne na zanieczyszczenia, niektóre o dużej liczebności;
- E – obecne niemal wyłącznie taksony niewrażliwe na zanieczyszczenia, z których niektóre osiągają dominację; taksonów rzadkich brak lub są nieliczne;
- F – biologię cieku kształtuje jedynie kilka taksonów o największej tolerancji na zanieczyszczenia i dużej liczebności; w najgorszych wypadkach brak życia.

### Polska
Według Rozporządzenia Ministra Środowiska z dnia 20 sierpnia 2008 r. w sprawie sposobu klasyfikacji stanu jednolitych części wód powierzchniowych przewiduje się uwzględnianie stanu makrobezkręgowców bentosowych w ocenie jakości wód, jednak w momencie jego uchwalania warunki referencyjne (tj. niezakłócone), a przez to wartości liczbowe ewentualnych wskaźników, były jeszcze nieustalone. Wśród proponowanych przez polskich bentologów systemów oceny są: polski indeks biotyczny i zmodyfikowany wskaźnik różnorodności biologicznej Margaleffa. Sugerowane wartości wskaźnika BMWP-PL przedstawia poniższa tabela:
| Klasa | Wartości BMWP-PL |
| ----- | ---------------- |
| I     | >100             |
| II    | 70–99            |
| III   | 40–69            |
| IV    | 10–39            |
| V     | <10              |